# The Seekers
The Seekers je australská folk rocková hudební skupina. Tvoří ji Guy Athol, Keith Potger a Bruce Woodley, dlouholetou členkou byla až do své smrti zpěvačka Judith Durham. Skupina byla založena roku 1962 v Melbourne, oficiálně ukončila činnost v roce 1968, ale příležitostně vystupuje dodnes. Jako první australští hudebníci se The Seekers prosadili do světových hitparád, v roce 1968 obdrželi cenu Australané roku. Jejich největším hitem byla skladba The Carnival Is Over na melodii ruské lidové písně Stěnka Razin, která je dosud mezi třicítkou nejprodávanějších skladeb všech dob ve Spojeném království.
Po rozpadu skupiny založil její zpěvák Keith Potger ve Spojeném království skupinu The New Seekers, která nadále hrála některé písně The Seekers.

## Diskografie

### Alba
- Introducing the Seekers (1963)
- The Seekers (also known as Roving with the Seekers) (1964)
- Hide & Seekers (also known as The Four And Only Seekers) (1964)
- A World of Our Own (1965)
- The Seekers Sing Their Big Hits (1965) W&G 25/2512
- Come the Day (1966)
- Georgy Girl (1966) (U.S.A. release ...an abridged version of Come the Day)
- Seekers Seen in Green (1967)
- The Seekers' Greatest Hits (1968) Columbia SCXO 7830
- The Seekers Live at the Talk of the Town (1968)
- The Seekers Again — 1968 BBC Farewell Spectacular
- The Best of the Seekers (1968)
- The Seekers (s Louisou Wisseling) (1975)
- Giving and Taking (s Louisou Wisseling) (1976)
- Live On (s Julií Anthony) (1989)
- Future Road (1997)
- Morningtown Ride to Christmas (2001)
- Night of Nights... Live! (2002)
- The Silver Jubilee Album
- 25 Year Reunion ... Live in Concert